# Kanton Benneckenstein
Der Kanton Benneckenstein war eine Verwaltungseinheit im Distrikt Nordhausen des Departements des Harzes im napoleonischen Königreich Westphalen. Hauptort des Kantons und Sitz des Friedensgerichtes war die Benneckenstein im heutigen sachsen-anhaltischen Landkreis Harz. Das Gebiet des Kantons umfasste die Orte um den Drei-Länder-Stein am Großen Ehrenberg, welcher heute das Dreiländereck Niedersachsen (Hohegeiß), Sachsen-Anhalt (Benneckenstein und Sorge) und Thüringen (Rothesütte) markiert. Es umfasste neben der Stadt Benneckenstein drei Dörfer und drei Einzelgüter.

## Gemeinden
Zum Kanton gehörten die Ortschaften:
- (Stadt) Benneckenstein
- Hohegeiß
- Rothesütte (Hohnsteinische Forst)
- Sorge

Weiterhin gehörten zum Kanton folgende Einzelgüter:
- Fuhrbachsmühle
- Hufhaus
- Sophienhof